# Larroque-sur-l’Osse
Larroque-sur-l'Osse ist eine französische Gemeinde mit 218 Einwohnern (Stand 1. Januar 2022) in Südwestfrankreich im Département Gers in der Region Okzitanien. Sie gehört zum Kanton Armagnac-Ténarèze  im Arrondissement Condom.

## Geografie
Die Gemeinde Larroque-sur-l'Osse liegt acht Kilometer nordwestlich von Condom an der Grenze zum Département Lot-et-Garonne. Die Osse bildet die östliche Gemeindegrenze.

## Bevölkerungsentwicklung
| Jahr                       | 1962 | 1968 | 1975 | 1982 | 1990 | 1999 | 2009 | 2020 |
| Einwohner                  | 308  | 350  | 270  | 258  | 254  | 226  | 213  | 221  |
| Quellen: Cassini und INSEE |      |      |      |      |      |      |      |      |

## Sehenswürdigkeiten
- Kirche Saint-Pierre
- Kirche Saint-Martin im Ortsteil Heux aus dem 13. Jahrhundert
- Turm von Luzan, Monument historique

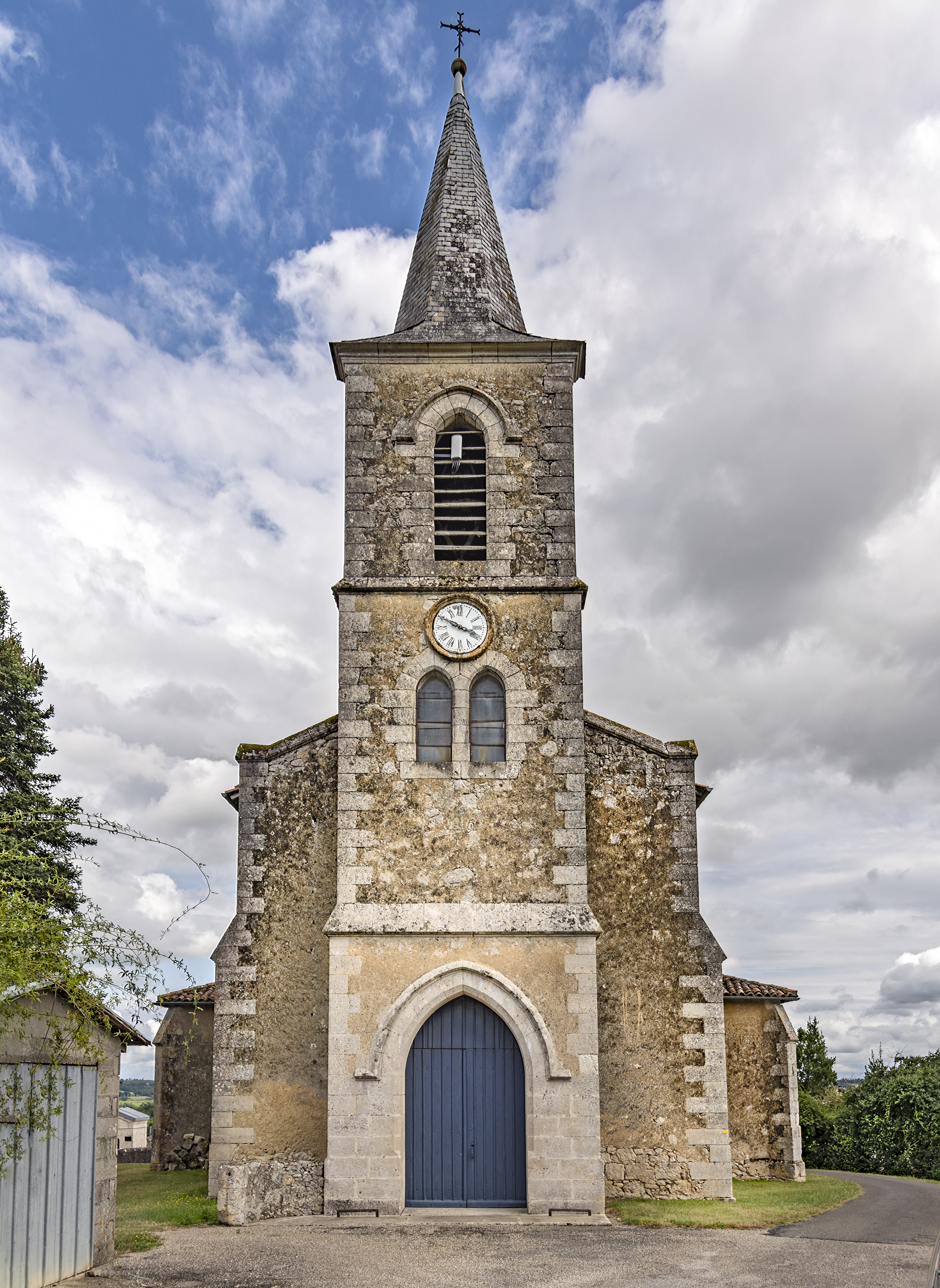
Kirche Saint-Pierre
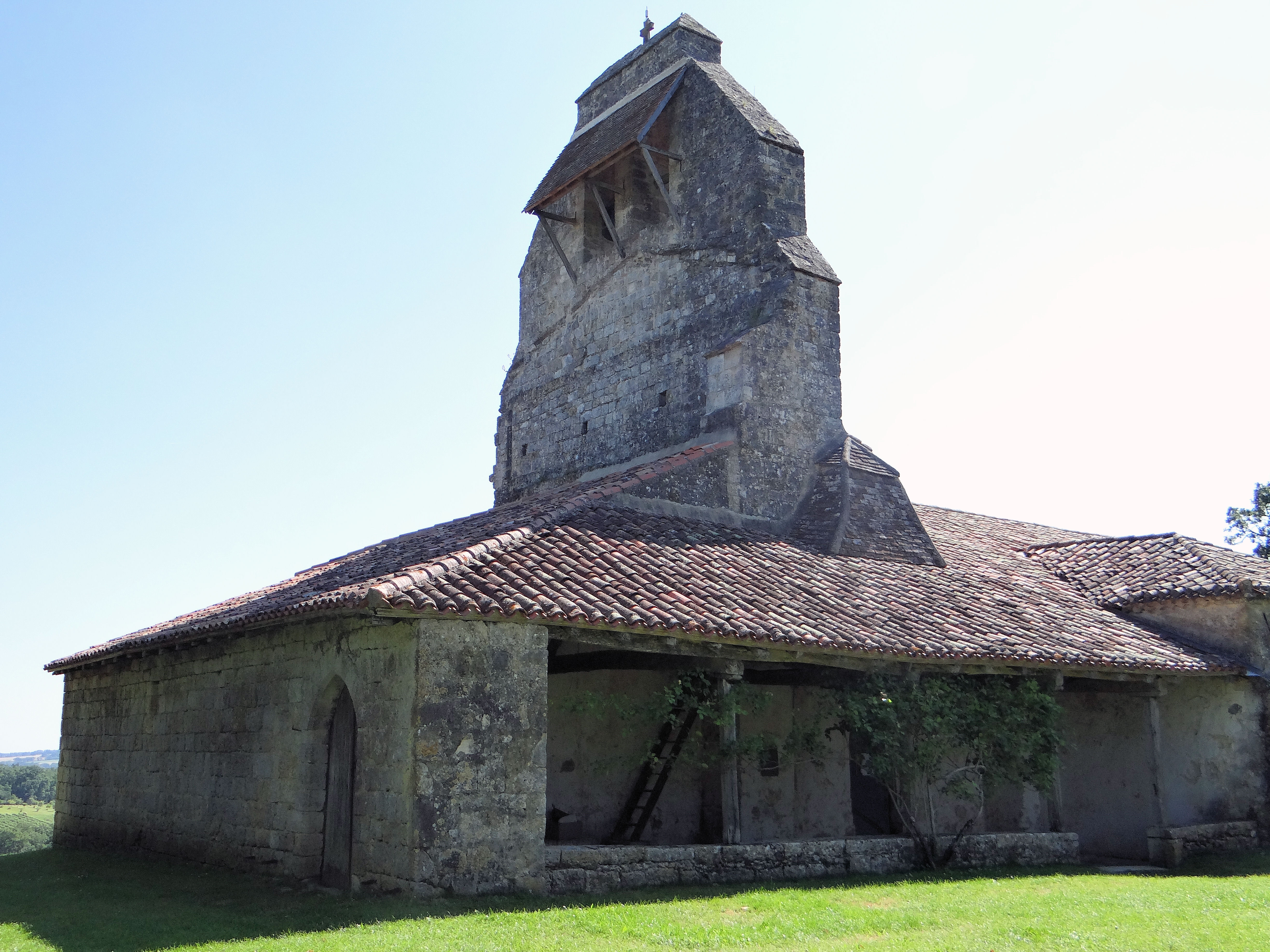
Kirche Saint-Martin
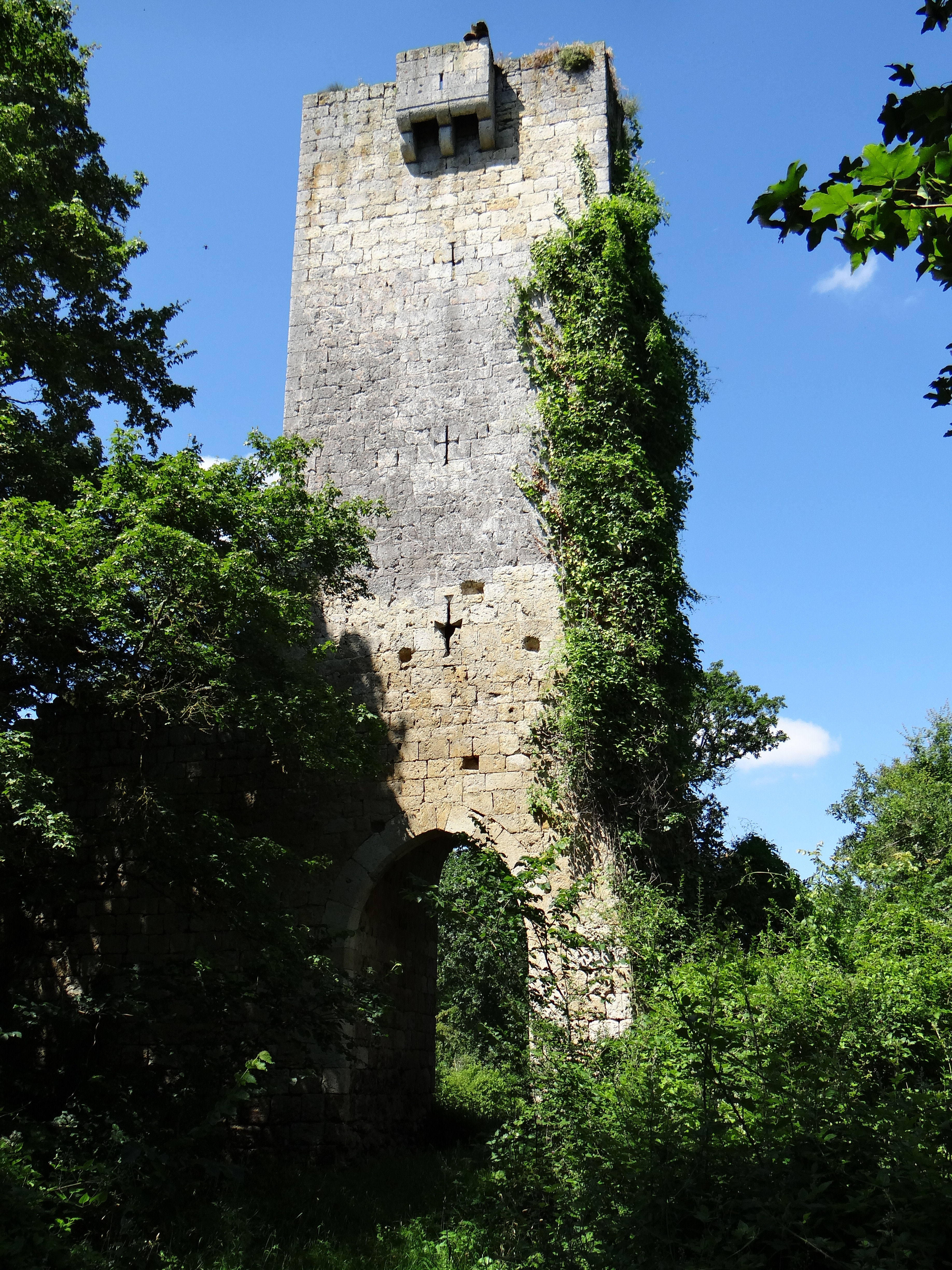
Turm von Luzan